# 소문자 비 중간자
(소문자) 비 중간자(영어: b meson)는 위 쿼크와 아래 쿼크로 이루어진 스칼라 중간자다. (같은 쿼크로 이루어진 유사스칼라 중간자는 중성 파이온이다.) 전하에 따라 3중항을 이룬다. 질량은 1235 MeV로, 무거운 편이다. 대개 오메가 중간자와 파이온으로 붕괴한다. 기호는 라틴 소문자 비(b)이다.